# Běluha severní
Běluha severní (Delphinapterus leucas) je ozubený kytovec, který se vyskytuje v arktických a subarktických mořích. Jedná se o jediného současného zástupce rodu běluha (Delphinapterus) a jednoho ze dvou zástupců čeledí narvalovití (Monodontidae); druhým je narval. Tento středně velký mořský savec dosahuje délky těla 3,5–5,5 m a váhy kolem 1500 kg. Samci bývají asi o čtvrtinu delší než samice. Novorozeňata jsou šedá až nahnědlá, s přibývajícím věkem se barví do bíla a dospělci jsou již čistě bílí. V přední části hlavy se nachází výrazný meloun, pod ním mírně vyčnělá tlama, jejíž rty se vyznačují vysokou flexibilitou. Dobře ohebný je i krk, který umožňuje pohyb hlavy na stranu, což je u kytovců značně nezvyklé.
Běluha je silně sociální tvor, který žije ve skupinkách o velikosti kolem 10 jedinců. Vokální projev běluhy je jeden z nejpestřejších mezi všemi mořskými savci. K navigaci a hledání kořisti používá echolokaci, která umožňuje nalézt i dýchací díry v ledu. Díky tomu může pobývat v silně zaledněných oblastech po celý rok. V místech se souvislou ledovou pokrývkou moře v zimě migruje na jih. Jejím hlavním zdrojem potravy jsou ryby, jídelníček doplňuje měkkýši či drobnými bezobratlými živočichy. Samice dospívají ve věku 8–13 let, samci ještě o něco později. K páření dochází koncem zimy nebo na jaře, samice rodí vždy jen jedno mládě, které krmí tučným mateřským mlékem po dobu kolem 2 let. Rozmnožuje se jednou za 2 až 3 roky.
Druh je dle norem IUCN veden jako málo dotčený, nicméně některé subpopulace jsou v ohrožení. Hrozbu představuje hlavně pokračující lov, který v minulosti způsobil rapidní úbytek početnosti mnoha subpopulací nebo jejich úplné vymizení z některých oblastí. Vedle lovu běluhy ohrožuje i globální oteplování nebo znečištění moří (zejména těžkými kovy). Vzhledem ke své poměrně malé velikosti, cvičitelnosti a zajímavému vzezření se jedná o relativně často chovaného kytovce v mořských akváriích. V asijských, evropských a severoamerických chovných zařízeních je drženo přes 300 běluh.

## Systematika

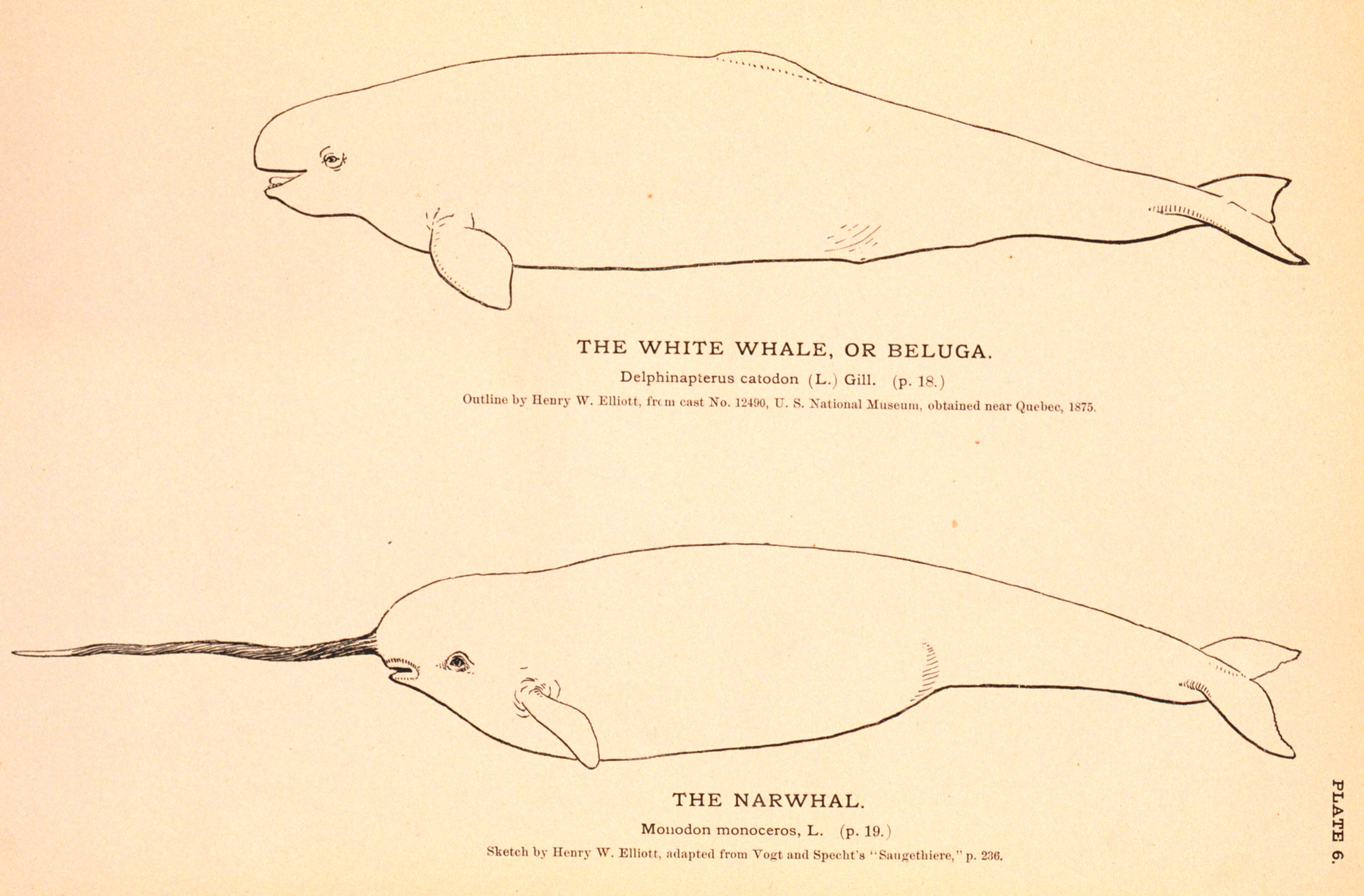
Běluha severní (nahoře) a narval (ilustrace z 19. století)

Běluhu severní popsal pruský přírodovědec Peter Simon Pallas v roce 1776. Jedná se o jediného zástupce rodu běluha (Delphinapterus) a jednoho ze dvou recentních zástupců čeledi narvalovití (Monodontidae); druhým je narval (Monodon monoceros). I přes to, že jsou narval a běluha považováni za odlišné rody, oba druhy se výjimečně mohou křížit. V roce 1990 byla v západním Grónsku nalezena lebka živočicha, z jejíž detailní morfologické analýzy vyplynulo, že patřila neznámému kytovci, jenž se morfologickými znaky nacházel někde mezi běluhou a narvalem. Vědci přišli s hypotézou, že se jedná o jejich křížence. Tuto hypotézu potvrdila studie DNA z roku 2019, podle které lebka patřila kříženci, jehož otec byl samec běluhy a matka samice narvala.

### Evoluce

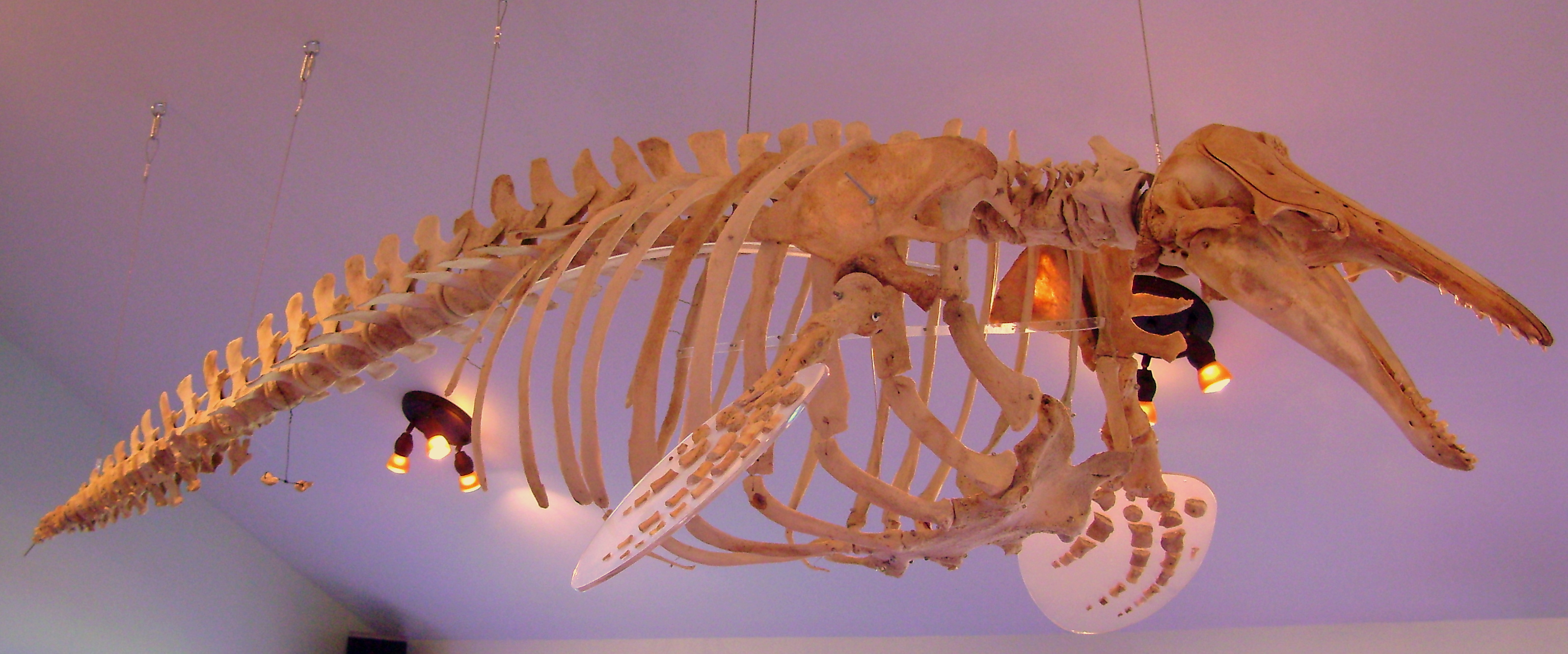
Kostra běluhy severní

Podle mitochondriální DNA se předek moderních kytovců vyvinul někdy před 25–34 miliony let. Nadčeleď Delphinoidea (která zahrnuje sviňuchovité, narvalovité a delfínovité) se vydělila od ostatních ozubených kytovců někdy před 11–15 miliony lety. Nejdříve došlo k osamostatnění delfínovitých a nedlouho na to se od sebe vydělili narvalovití a sviňuchovití, kteří tak představují sesterskou skupinu.
Nejstarší známý fosilní zástupce čeledi narvalovití je Denebola brachycephala z pozdního miocénu (před 9–10 miliony lety), který byl nalezen v Baja California. Známý je i druh Bohaskaia monodontoides z raného pliocénu (3–5 mya), který byl objeven ve Virginii / Severní Karolíně, nebo Casatia thermophila taktéž z raného pliocénu (5,1–4,5 mya) odkrytý v Toskánsku. Všechny tři zmíněné fosilní druhy pochází z mnohem nižších zeměpisných šířek, než se dnes narvalovití běžně vyskytují. To vedlo k hypotéze, že areál výskytu narvalovitých původně zasahoval i do relativně teplých moří. Silným důkazem pro tuto hypotézu je již zmíněný Casatia thermophila z Toskánska, jehož fosilizované pozůstatky byly nalezeny ve stejném souvrství jako některé druhy teplomilných živočichů, jako jsou žralok tygří, žralok bělavý nebo již vyhynulá teplomilná siréna Metaxytherium subapenninum.

### Jméno

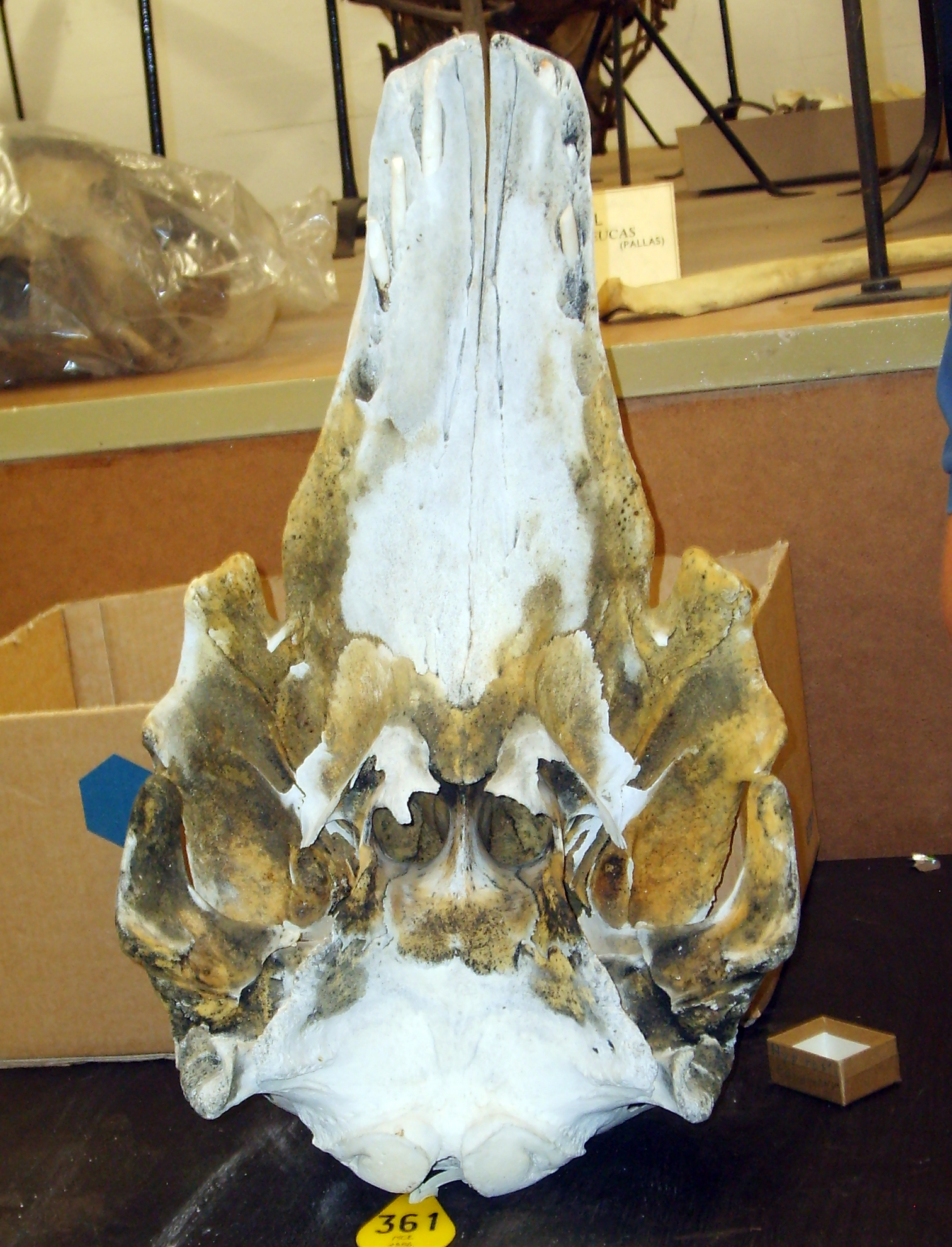
Lebka křížence běluhy a narvala (Zoologické muzeum v Kodani)

Vědecké jméno běluhy severní zní Delphinapterus leucas. Rodový název Delphinapterus je složeninou řecký slov delphinos („delfín“), předpony a („bez“) a pteros („křídla“). Druhové jméno leucas se odvozuje z řeckého leucos („bílý“). Volně přeloženo tedy vědecký název znamená něco jako „bílý delfín bez křídel“, což odkazuje na bílou barvu kůže a chybějící hřbetní ploutev. K dalším českým názvům patří běluha mořská. Český název běluha pochází z ruského белу́га, které má základ v ruském белый, tedy „bílý“. Podobně se odvozují její názvy i v některých dalších jazycích; např. v angličtině, španělštině a portugalštině to je Beluga a ve francouzštině Bélouga. Rybáři ji někdy označují jako „mořskou pannu“, jelikož díky své kulaté hlavě s velkýma očima působí dobrosrdečně. Díky hlasitému trylku se běluze také někdy přezdívá „mořský kanár“.

## Výskyt a početnost
Běluha severní je široce rozšířena ve studených vodách severní polokoule hlavně mezi 50–80° s. š. Spolu s narvalem a velrybou grónskou se jedná o jediné kytovce, kteří celoročně žijí v arktických mořích. Nejsevernější místa výskytu představují Ellesmerův ostrov a Špicberky (kolem 82° s. š.), nejjižněji se vyskytuje kolem ústí řeky Svatého Vavřince (kolem 47° s. š.). K lokacím hojného výskytu patří vody podél severního Ruska včetně Ochotského a Beringova moře, Aljaška včetně Cookova zálivu, Kanada (hlavně Hudsonův záliv), západní Grónsko a Špicberky. Na východě Grónska se vyskytuje jen vzácně. Populace běluh se dělí do 21 subpopulací s různou mírou početnosti a genetické odlišnosti. Tento počet  se nicméně zakládá na omezeném vzorkování a hlavně běluhy ze severního Ruska jsou jen špatně prozkoumány, takže se dá předpokládat, že konečný počet subpopulací bude vyšší. Subpopulace jsou pojmenovány podle lokací u pobřeží, na kterých se běluhy každoročně sdružují. Během migrace na jaře, na podzim a v zimě se hranice rozšíření jednotlivých subpopulací mohou částečně překrývat. Celkový počet běluh severních se odhaduje na 136 tisíc dospělých jedinců, nicméně velikost některých subpopulací (hlavně u Špicberků a v arktickém Rusku) je prakticky neznámá, takže celkovou početnost je potřeba brát s rezervou.

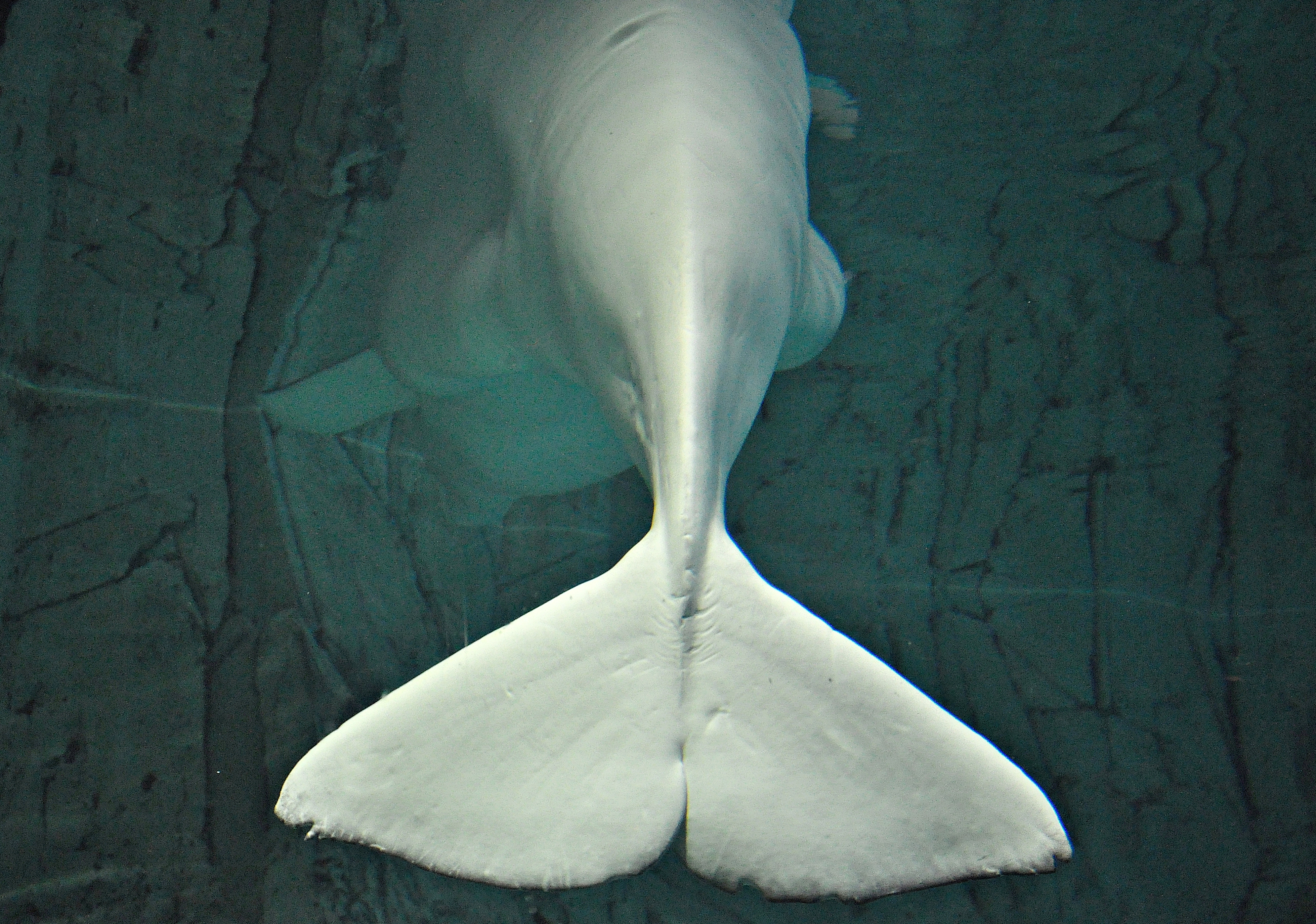
Detail ocasu

Stanoviště běluhy mohou být různá. Obývá zátoky, kontinentální šelfy a svahy i oceánské pánve. Vyskytuje se i v mořích řídce i hustě osázených ledovými krami. V létě se může pohybovat v mělčinách o hloubkách pouze 1 metr nebo naopak v mořích hlubokých několik kilometrů. Léto typicky tráví v zátokách, kde se někdy může vydávat proti proudu řeky i několik desítek až stovek kilometrů. Zimu přebývá v oblastech vysoké míry zalednění. Vlastnost běluh stahovat se v létě do mělkých zátok má několik možných vysvětlení. V některých oblastech je voda v krytých mělkých zátokách teplejší než na otevřeném moři, což prospívá nedospělým jedincům. U dospělců může pomáhat při každoročním línání, jelikož vyšší teploty stimulují růst pokožky. Výjimečně se běluha může zatoulat i do teplých vod. Jsou známy pozorování z Irska, Skotska nebo Japonska. Zbloudilci byli zaznamenáni i na říčních tocích, mezi než patřily francouzská Siena, anglická Temže nebo aljašská Tanana.

### Migrace
Zatímco některé subpopulace jsou stálé a lokálně se přesunují pouze v případě souvislého zalednění, řada jiných se vydává na každoroční migraci. Ke stálým patří např. izolovaná subpopulace při ústí řeky Svatého Vavřince. Populace od Aljašky, severní Kanady nebo západního Grónska se každoročně přesouvají v zimě na jih s postupujícím ledem. Běluhy z Bílého moře, Špicberků a Cookova zálivu tráví letní měsíce u pobřeží a jak začne v zimních měsících moře kolem pobřeží zamrzat, přesouvají se do otevřenějších nezamrzajících vod dále od pobřeží. Tažné jsou zejména arktické populace, které se potýkají s každoročním zamrzáním moře, zatímco u subarktických populací dochází k překryvu jejich letního a zimního výskytu. Délka migrace může dosahovat i 3000 km jedním směrem (tzn. 6 000 km celkem). Migrační cesty jsou předávány z generace na generaci pomocí sociálního učení.

## Popis

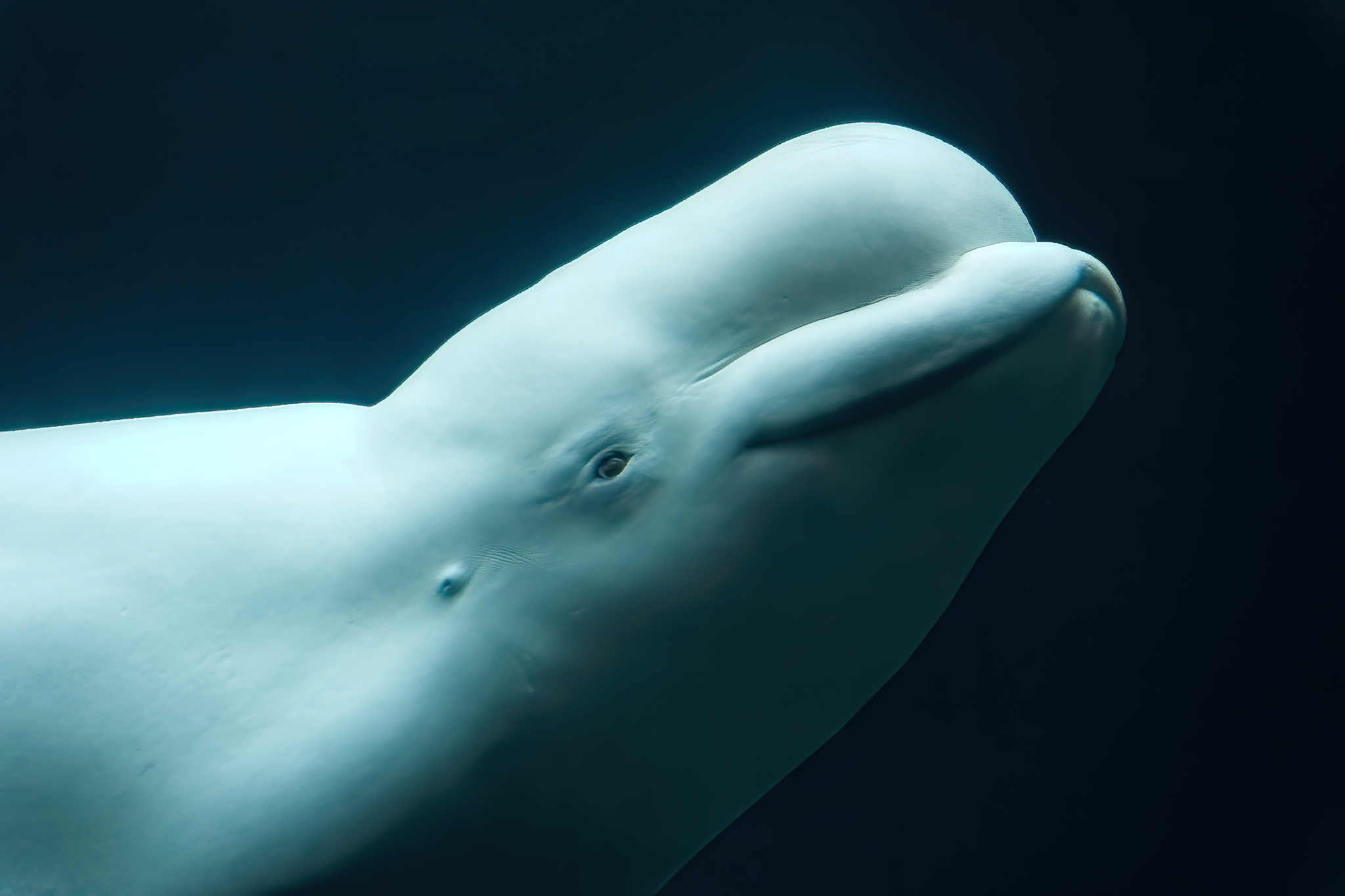
Detail hlavy běluhy

Jedná se o středně velkého ozubeného kytovce, který běžně dosahuje délky těla 3,5–5,5 m a hmotnosti obvykle do 1500 kg, max. 1600 kg či snad dokonce 1900 kg. Největší změřený jedinec měl na délku 6,67 metru. Samci bývají o čtvrtinu delší než samice. Novorozeňata měří kolem 1,6 m a váží 80–100 kg. Velikost těl se geograficky liší. Běluhy ze subarktických zálivů bývají menší, běluhy z arktických moří bývají středně velké a běluhy z oblastí otevřených subarktických oblastí bývají největší. To je patrně způsobeno dostupností potravní nabídky, která je nejlepší v otevřených subarktických vodách.
Zřejmým rozpoznávacím znakem běluhy je bílá barva jejího těla. Do bílé se však samci zbarvují až kolem 9. a samice kolem 11. roku života. Novorozeňata jsou tmavě hnědá, šedohnědá nebo modrošedá a nedospělé běluhy se barví do různých odstínů šedi, než jejich pokožka na začátku dospělosti získá bílou barvu. Bílá barva je forma adaptace na žití v arktických vodách. Umožňuje běluze splynout s okolním prostředím a zůstat tak ve skrytu před predátory, jako je medvěd lední nebo kosatka dravá. Hlavně v létě se tělo může jevit jako žluté, což je způsobeno koloniemi rozsivek, které se na povrchu těla usídlují. Dalším adaptačním znakem je silná vrstva podkožního tuku, která pokrývá většinu těla. Může být až 15 cm tlustá a představuje až 40 % váhy běluhy. Podkožní vrstva je natolik silná, že ji lze někdy pozorovat ve formě zvrásněných tukových vrstev na břichu a bocích.

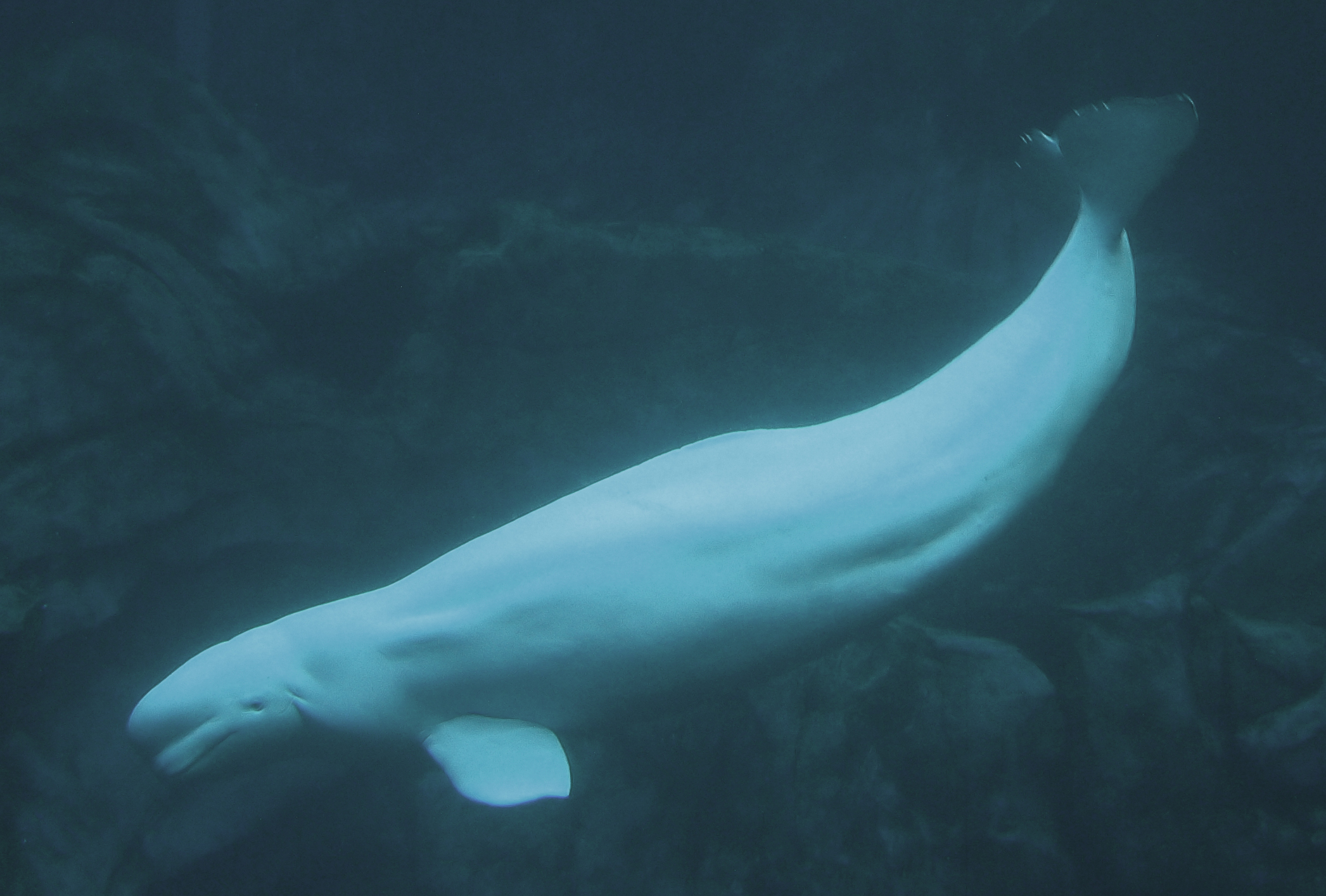
Běluha pod vodou (Georgia Aquarium, USA)

Tělo běluhy je válcovité, zavalité. Na nevelké hlavě se nachází výrazně vypouklý meloun, pod nímž se ukrývá malá, jemně vyčnívající tlama. Hřbetní ploutev chybí, avšak ve středu hřbetu se nachází mírně vystouplý hřeben. Je možné, že vytracení hřbetní ploutve je forma adaptace na žití ve velmi studených podmínkách, jelikož přes ní se odvádí velké množství tělesného tepla. Hřbetní hřeben, jenž někdy může mít tmavé zbarvení, se mohl vyvinout jako prostředek na prorážení ledu. Prsní ploutve jsou krátké, zakulacené, u dospělých samců zvlněné směrem nahoru. Za malýma očima lze pozorovat krátký krk, což je na kytovce nezvyklé. U běluhy nedošlo ke srůstu krčních obratlů jako u jiných kytovců, což jí umožňuje otočit hlavou do strany. Podobně poddajné jsou i rty, které umí běluha tvarovat jako žádný jiný kytovec. Ocasní ploutev je malá s jasným výřezem uprostřed. Zadní okraj ocasní ploutve může být tmavý. U nedospělých jedinců je rovný, u dospělců se vypukuje směrem ven; čím starší jedinci, tím vypuklejší ocas.
Tlama ukrývá maximálně 40 špičatých kuželovitých zubů (ne vždy se všechny prořežou), které se s věkem obrušují. Velmi staří jedinci mohou mít zuby obroušené až na úroveň dásní. Zuby se začínají prořezávat ve věku 2 let a ve věku 3 let je prořezána stále jen část z nich. Zuby samců jsou delší než samičí a mohou měřit až 8 cm.

## Biologie

### Socialita

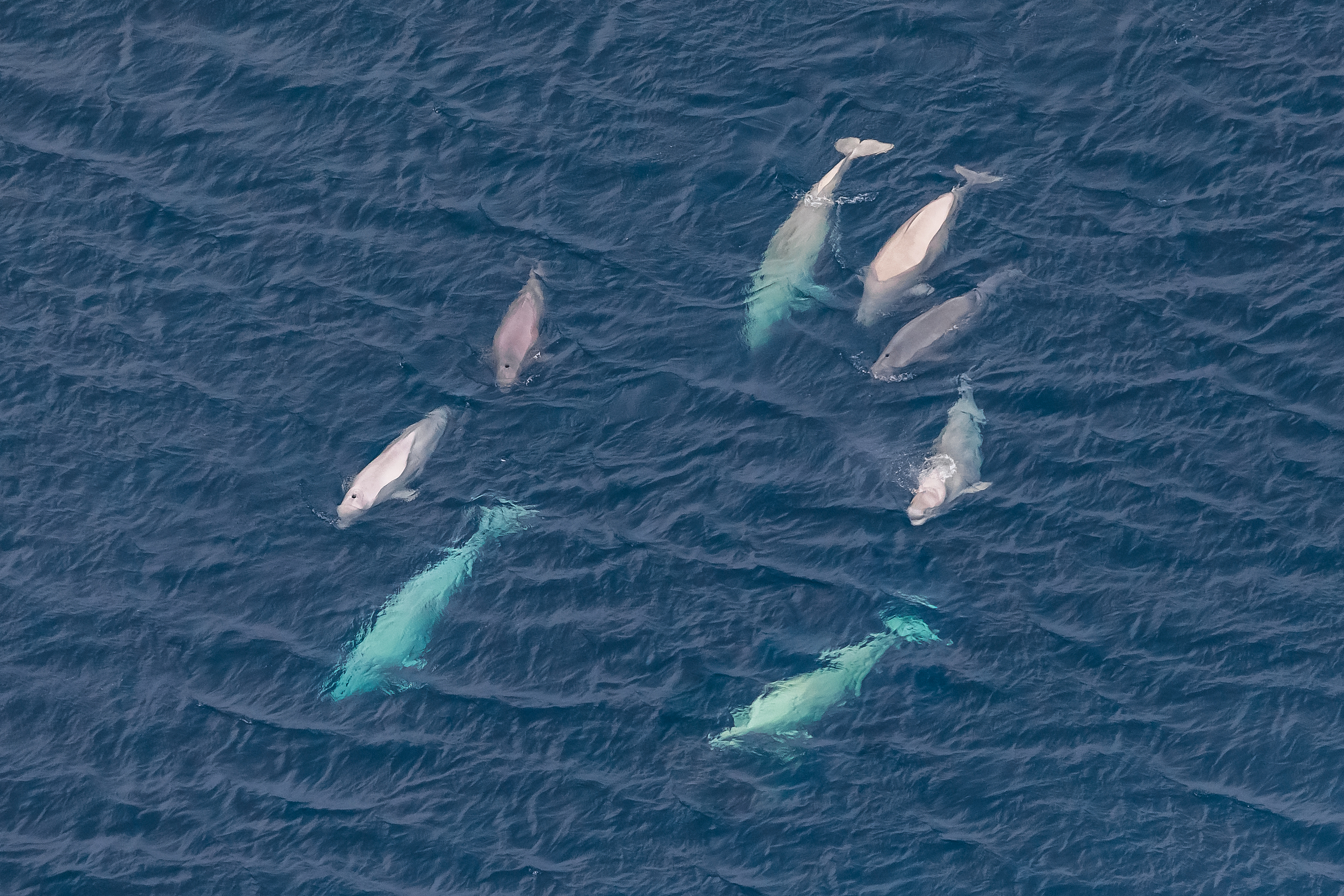
Skupina běluh severních (Národní park Ruská Arktida)

Běluha je velmi sociální a hravé zvíře. I když se může pohybovat samostatně, typicky se vyskytuje ve skupinách o 5–20 jedincích, nejčastěji je to kolem 10. Tyto skupiny bývají značně nestálé a fluidní, takže jedinci se mezi nimi volně a často pohybují. Výjimkou je pouze pouto mezi matkou a jejím mládětem, kteří zůstávají vždy pospolu. V době migrace, během línání nebo u bohatých potravních zdrojů mohou běluhy tvořit obří skupiny o stovkách, tisících a výjimečně až kolem 10 000 jedinců. Skupiny běluh mohou zahrnovat pouze samce, samice, nebo obě pohlaví, nebo pouze jedince určité věkové skupiny. Příslušnost ke skupině může být jen krátká, řádově dny či dokonce hodiny, avšak taktéž může trvat až několik let. Dřívější hypotézy o formování skupin na základě matrilinearity nebyly analýzami DNA potvrzeny. Bylo naopak ukázáno, že v rámci skupiny se nejčastěji vyskytují nepříbuzné běluhy. Když už se jednalo o příbuzné, typicky byl příbuzenský vztah určen patrilinearitou. I přes volný pohyb běluh mezi malými sociálními skupinami tito kytovci vykazují vysokou věrnost  své subpopulaci, tzn. zůstávají v subpopulaci, do které se narodily.

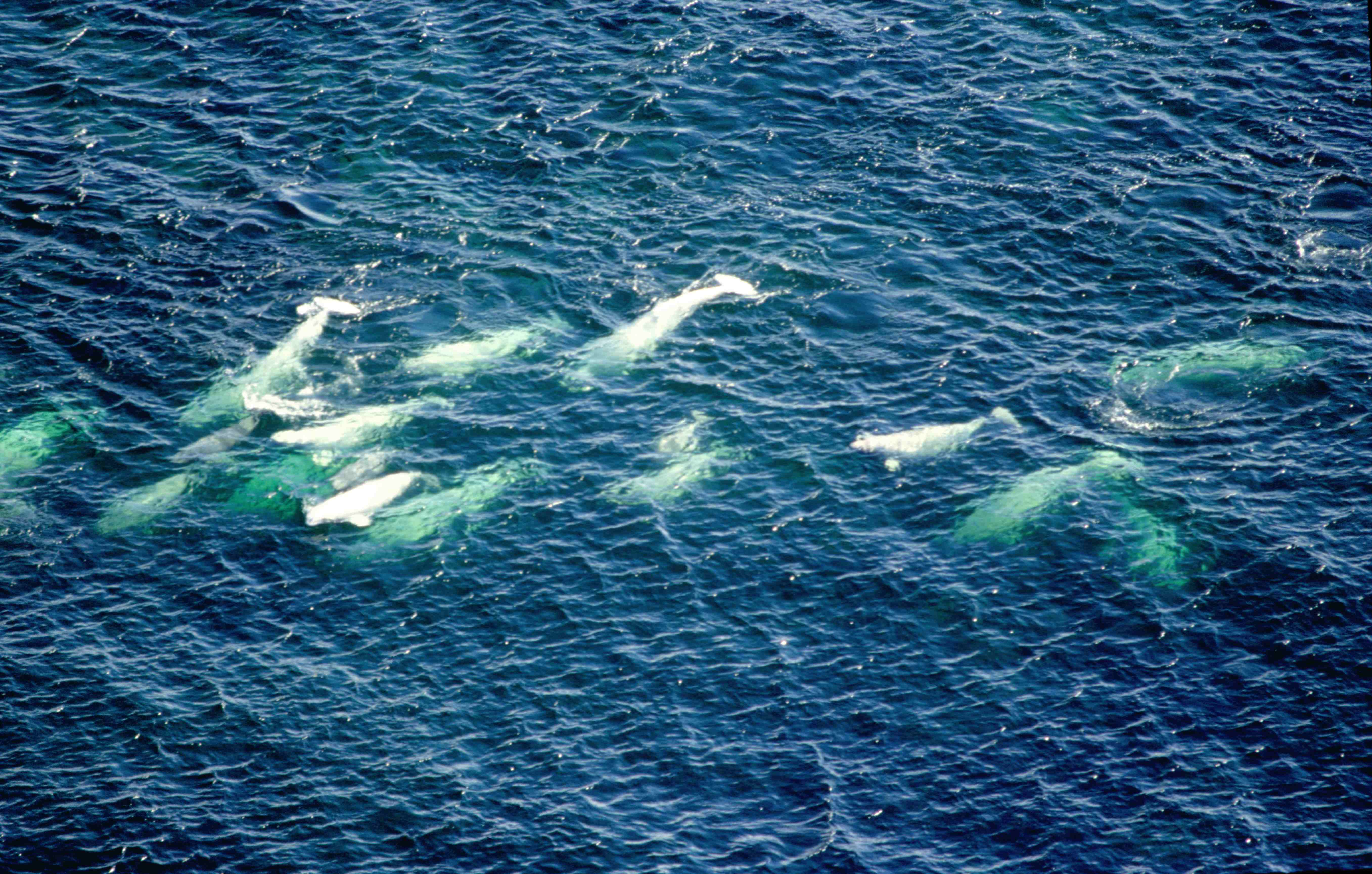
Skupina běluh (Hudsonův záliv u Churchillu, Manitoba, Kanada)

Běluhy si samostatně nebo kooperativně mohou hrát s různými předměty. Pozorovány byly při opakovaném předávání objektů, jako je dřevo, rostliny nebo mrtvé ryby, což bylo považováno za formu hry. V případě samostatného hraní si běluha tyto předměty často umisťuje na hlavu. Byla zaznamenána běluha nesoucí na hlavě a hřbetu kostru soba polárního včetně parohů nebo jedinec s dvoumetrovou deskou. Vášnivá vytrvalost, s jakou běluhy tyto předměty na zadní části těla nosily, vedla k hypotéze, že spíše než o hru se může jednat o formu substitučního chování matek postižených perinatální mortalitou (tzn. úmrtím mláděte krátce před porodem nebo těsně po něm). Nošení ostatků mláďat bylo zaznamenáno u některých druhů delfínovitých.
K dalším typům hry běluh patří tvorba bublinových balónků pod vodou, které během stoupání k vodní hladině běluha nasaje do tlamy a zase vyplivne. Běluha také dokáže vytvářet pod vodou bublinkové kroužky ve stylu kroužků cigaretového dýmu. Ze studie v chovném zařízení vyplynulo, že matka při interakci se svým mládětem často vypouští bubliny z výdechového otvoru, což bylo interpretováno jako gesto výhrůžky nebo ochrany. Běluhy dokáží pozměnit tvar svého melounu a rtů, což jim spolu s flexibilním krkem umožňuje vydávat řadu vizuálních signálů. Pokročilé strukturování sociálních skupin, obrovský vokální repertoár (viz níže), schopnost utvářet vizuální signály hlavou a tlamou a plejáda interaktivního chování včetně kooperativního lovu svědčí o tom, že běluhy formují komplexní sociální skupiny s kontextově založenými strukturami.

### Vokalizace
Běluha severní má jeden z nejrozmanitějších vokálních repertoárů ze všech mořských savců. Při vydávání zvuků dokáže měnit tvar svého melounu, čímž mění intenzitu nebo frekvenci vydávaných vln. Komunikační zvuky lze hrubě rozdělit na pískání a klikání. Rozeznává se kolem 50 různých typů volání. Patří k ním různé mručení, pískání, bzučení, trylkování nebo řvaní. Zvuky nesou informaci o identitě jedince, takže mohou komunikovat s konkrétními běluhami na poměrně dlouhé vzdálenosti. Jeden z typů zvukových projevů zní podobně jako lidské samohlásky. Dlouhodobá studie z roku 2015 odhalila, že tento typ volání se u různých subpopulací mění a tato různost se zvyšuje se vzdáleností subpopulací od sebe. V průběhu času (doba analýzy nejméně 12 let) však u téže subpopulace zůstává volání stejné.

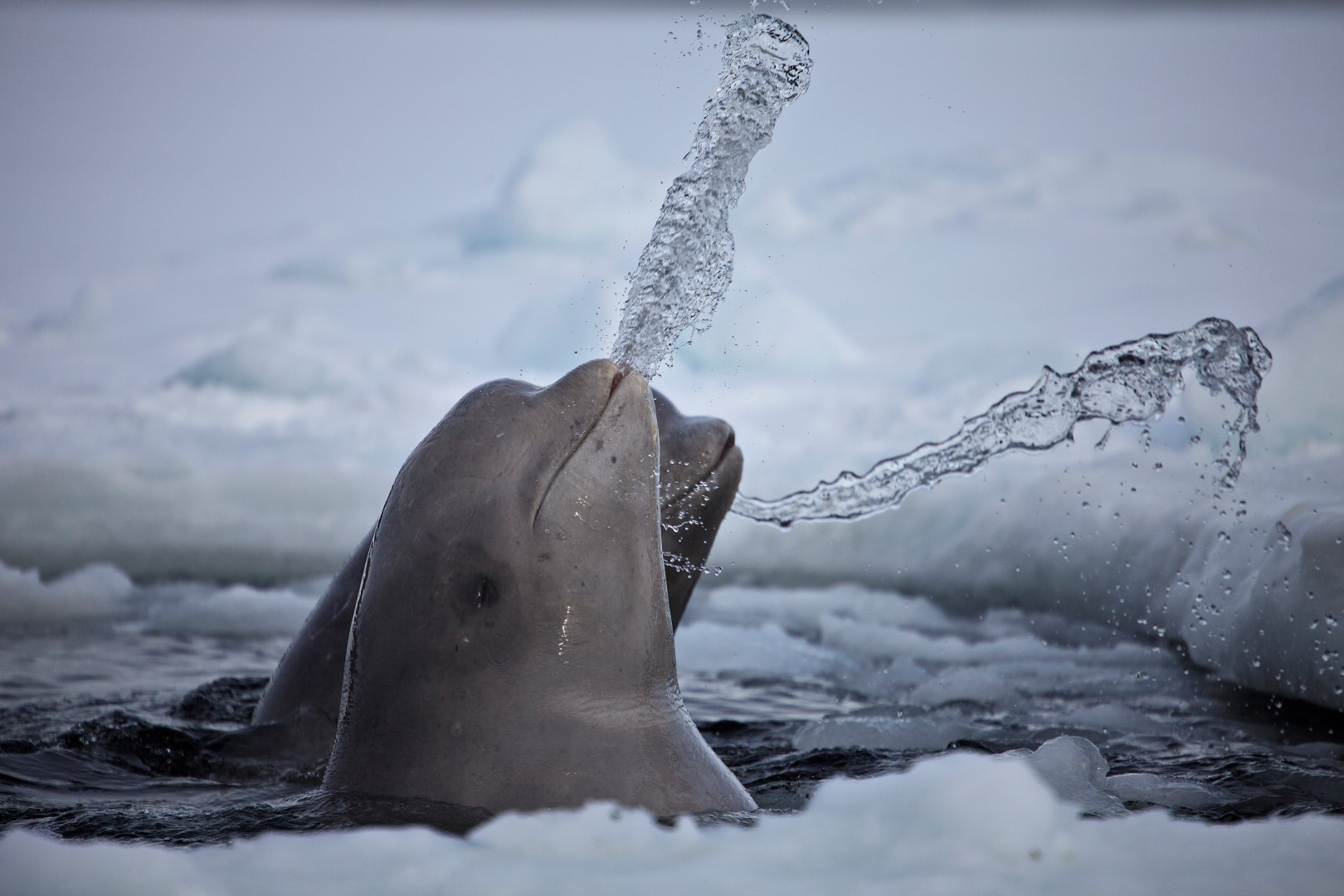
Běluhy plivající vodu u díry v ledu

Echolokace běluhy je vysoce efektivní. Díky ní dokáže najít díry v ledu pro dýchání, navigovat se mezi ledovými krami a snad i nalézt vzduchové kapsy pod ledem. Schopnost vyslání echolokačního pulzu skrze ledový příkrov je přitom klíčová podmínka pro přežití v zaledněném prostředí arktických moří. Fyzikální vlastnosti echolokačních signálů jsou kontextově podmíněny. Běluha z kalifornského záliv San Diego vydávala echolokační zvuky mezi 40–60 kHz, avšak po přemístění do havajského zálivu Kāneʻohe se tato frekvence změnila na 100–120 kHz. Rozdíl se vysvětluje rozdílnou hladinou zvukového znečištění lidmi, který byl v havajském zálivu Kāneʻohe asi o 12–17 dB větší.
Běluha dokáže vydávat již hodinu po narození jednoduché širokopásmové pulzní zvuky. Ve věku dvou týdnů vydává základní pískání. Variabilita vydávaných zvuků se poté postupně zvyšuje a ve věku kolem dvou či tří let je již srovnatelná s dospělým jedincem. U běluhy držené v zajetí spolu s delfíny skákavými bylo vypozorováno, že po dvou měsících začala imitovat hvízdání delfínů, zatímco jeden z typů jejího vlastního hlasového projevu se vytratil. Jiná běluha držená v zajetí se zase naučila imitovat lidskou řeč.

### Plavání a potápění
Běluha je pomalý plavec. Běžně se pohybuje rychlostí 2,5–6 km/h, ovšem v případě potřeby dokáže krátkodobě zrychlit až na cca 20 km/h. V porovnání s některými jinými kytovci, jako je kosatka dravá nebo delfín skákavý, má běluha mnohem méně hydrodynamické tělo, její ocasní ploutev umožňuje pouze limitovaný pohyb a spolu s pohyblivou hlavou a vrstvami srolovaného tuku vypovídá o omezené pohyblivosti ve vodě. Na rozdíl od jiných kytovců dokáže plavat pozpátku. Nad mořskou hladinu neskáče, avšak může se angažovat v různých aktivitách u hladiny, k nimž patří panáčkování (vystrkování přední části těla nad hladinu), mávání ocasem nad hladinou nebo plácání ocasem o hladinu.
Typicky se vynořuje každých 30–40 vteřin, aby se nadechla, avšak během krmení se intervaly prodlužují na asi 3–5 minut. Výjimečně se může ponořit až na 32 minut. Typicky se potápí do hloubek kolem 20 m, avšak nezřídka i do 300–600m hloubek, často až k oceánskému dnu. Občas se může potopit i hlouběji. Výjimečný byl záznam běluhy v hloubce 1400 m. Dokáže na jedno nadechnutí urazit i několik kilometrů, což jí umožňuje překonávat poměrně značné vzdálenosti pod ledem. V případě, že při přesunech pod ledem nenajde otvor, přes který se by se mohla nadechnout, může si ho prorazit svým dorzálním hřebenem, avšak pouze v tenkém ledu.

### Potrava

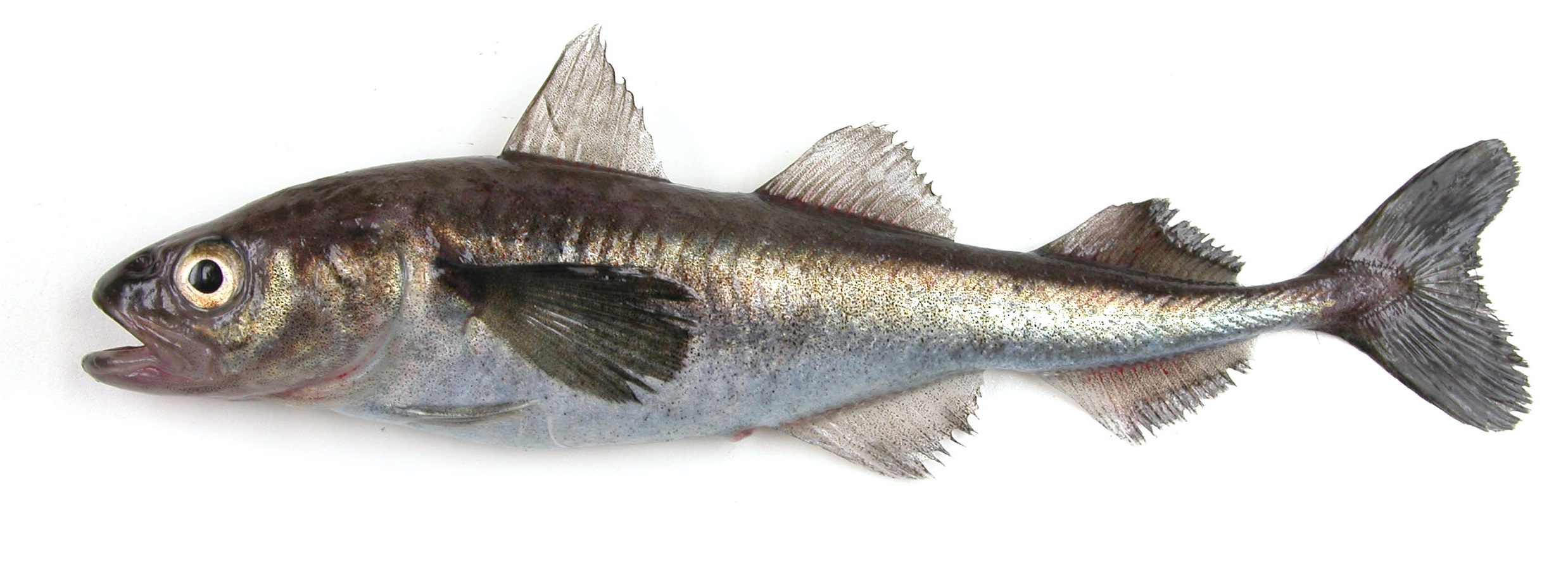
Treska polární patří k základu jídelníčku běluhy

Složení jídelníčku je vysoce variabilní a proměňuje se v závislosti na lokaci a sezónní dostupnosti potravy. Hlavním zdrojem potravy jsou ryby, jako je treska ledová (Arctogadus glacialis), platýs černý (Reinhardtius hippoglossoides), huňáček severní (Mallotus villosus) nebo různé druhy lososů a sleďů. Krmí se však i na měkkýších (krakatice, chobotnice) a bentických korýších (krevety, krabi, mlži aj.). Občas může požírat i mořské červy nebo větší zooplankton. Potravu shání hlavně u oceánského dna, což lze dobře vidět u satelitně sledovaných jedinců, jejichž potápěcí trasy mají čtvercový profil, tzn. běluha nejdříve zamíří strmě ke dnu, kde dojde k horizontálnímu pohybu, jak hledá kořist u dna, načež zamíří strmě vzhůru k hladině. Běluhy požírají potravu sukcí, k čemuž jim pomáhají jejich flexibilní rty, kterými vytvoří podtlak a celou kořist nasají a spolknou. Vzhledem k tomu, že polykají potravu vcelku, je velikost chycené kořisti limitována velikostí běluhy. Velmi mladí, ještě neodstavení jedinci žerou jen malé rybky či krevety a teprve postupně s růstem těla přechází na větší kořist. Velké ryby, jako jsou lososi, mohou být spolknuty jen dospělci. Běluhy se nejvíce vykrmují v zimě a počátkem jara, kdy je jejich tuková vrstva nejtlustší, zatímco nejtenčí bývá na podzim. Podle Inuitů z Hudsonova zálivu běluhy během migrace vůbec nejí. Podle odhadů sežere dospělý jedinec o váze kolem 650 kg asi 4,9 tun ryb ročně. Typicky loví samostatně, avšak byly pozorovány i případy kooperativního lovu.

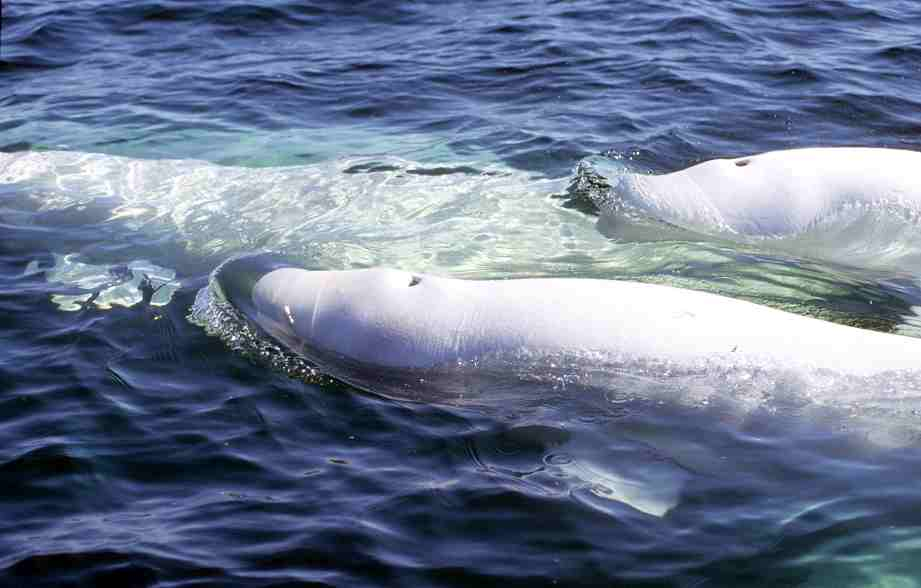
Běluhy s patrnými dýchacími otvory

V estuáru Svatého Vavřince (Quebec, Kanada) patřily k nejdůležitější kořisti smačky (Ammodytes sp.), huňáček severní, koruška severoatlantská (Osmerus mordax), treska obecná (Gadus morhua), treska grónská (Gadus oga), treska tomkod (Microgadus tomcod) a vranky (Myoxocephalus sp.). Klíčovou potravou běluh z kanadského Cumberland Sound v Nunavutu zase byla treska polární (Boreogadus saida) a huňáček severní. Podobně i běluhy z Beaufortova moře v létě hodovaly hlavně na treskách polárních, avšak často požíraly i krevety a chobotnice hladké (Benthoctopus leioderma). V Čukotském moři lovily hlavně navagy štíhlé (Eleginus gracilis), krevety a rypohlavce (Echiura). Velmi rozmanitý jídelníček byl zaznamenán u běluh z východu Beringova moře, kde dominovaly ryby jako koruška severoatlantská (Osmerus mordax), treska polární a několik druhů vranek (Cottidae) a platýsů (Pleuronectidae). K hlavním skupinám požíraných bezobratlých patřily krevety, avšak solidní zastoupení měli i rypohlavci, různonožci, stejnonožci a mnohoštětinatci.

### Rozmnožování

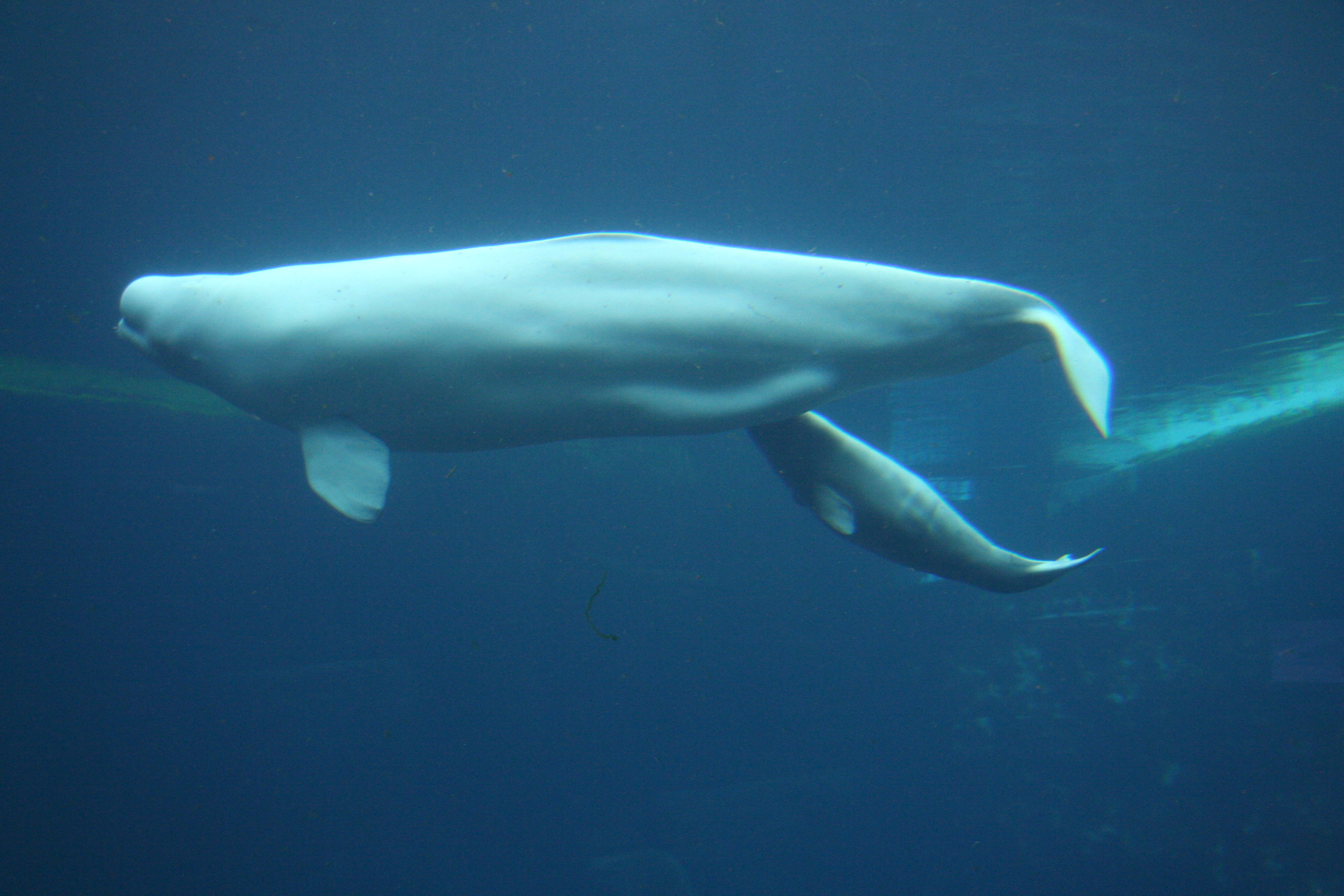
Samice s mládětem (Vancouver Aquarium, Kanada)

Samice dospívají ve věku 8–13 let, samci ještě o něco později. Konkrétní načasování rozmnožování se liší podle lokace, avšak obecně k páření dochází koncem zimy nebo na jaře v člověku těžko dostupných oblastech arktických moří. Námluvy nebo samotné páření bylo ve volné přírodě pozorováno jen zcela výjimečně. Námluvní chování, které předchází páření, zahrnuje společné paralelní plavání s břišními stranami natočenými k sobě, během nichž občas může dojít k úklonu hlavy směrem ke genitáliím nebo nastrčení genitální oblasti k břišní oblasti partnera. Samice zabřezne pouze každé dva nebo tři roky. Mláďata se rodí mezi dubnem a zářím.
Březost trvá nejspíš přibližně 14 měsíců, i když u běluh v zajetí byla zaznamenána gestace trvající 15–16 měsíců. Doba laktace se pohybuje kolem 2 let, čili celý reprodukční proces od zabřeznutí po osamostatnění mláděte trvá kolem 3 let. Podobně jako u ostatních mořských savců, mateřské mléko běluhy je velmi výživné. Obsahuje kolem 27 % tuku, 11 % proteinů, 1 % laktózy a zbytek tvoří voda. Mláďata se mohou zdržovat v blízkosti matky i po odstavení. U běluh v zajetí bylo pozorováno osvojení mláděte nepříbuznou samicí. Navíc, další dvě samice, které v době narození mláděte nebyly březí ani nekojily, začaly mládě spontánně kojit.

### Dožití
K odhadnutí věku běluh se tradičně používá analýza zubů, resp. zuboviny. Zuby při růstu pravidelně ukládají střídavě matnou a průsvitnou zubovinu, díky které lze určit věk. Původně se mělo za to, že se tato zubovina ukládá dvakrát ročně: průsvitná vrstva se mělo ukládat v době letního páření, kdy běluhy nepožívají dostatek potravy, zatímco matná vrstva vzniká v zimě v době potravní hojnosti. Studie z roku 2006 využívající radiouhlíkovou metodu nicméně poukázala, že každá z těchto vrstev se ukládá pouze jednou za dva roky, což v praxi znamená, že předchozí odhady maximálního věku dožití běluh kolem 35–40 je potřeba zdvojnásobit na 70 až 80 let. Novější studie zase upozornila, že pro odhad věku je potřeba vedle zubních vrstev využívat holistických metod a přihlédnout i k dalším faktorům morfologie zubu i celkového tělesného stavu.

### Predátoři a parazité

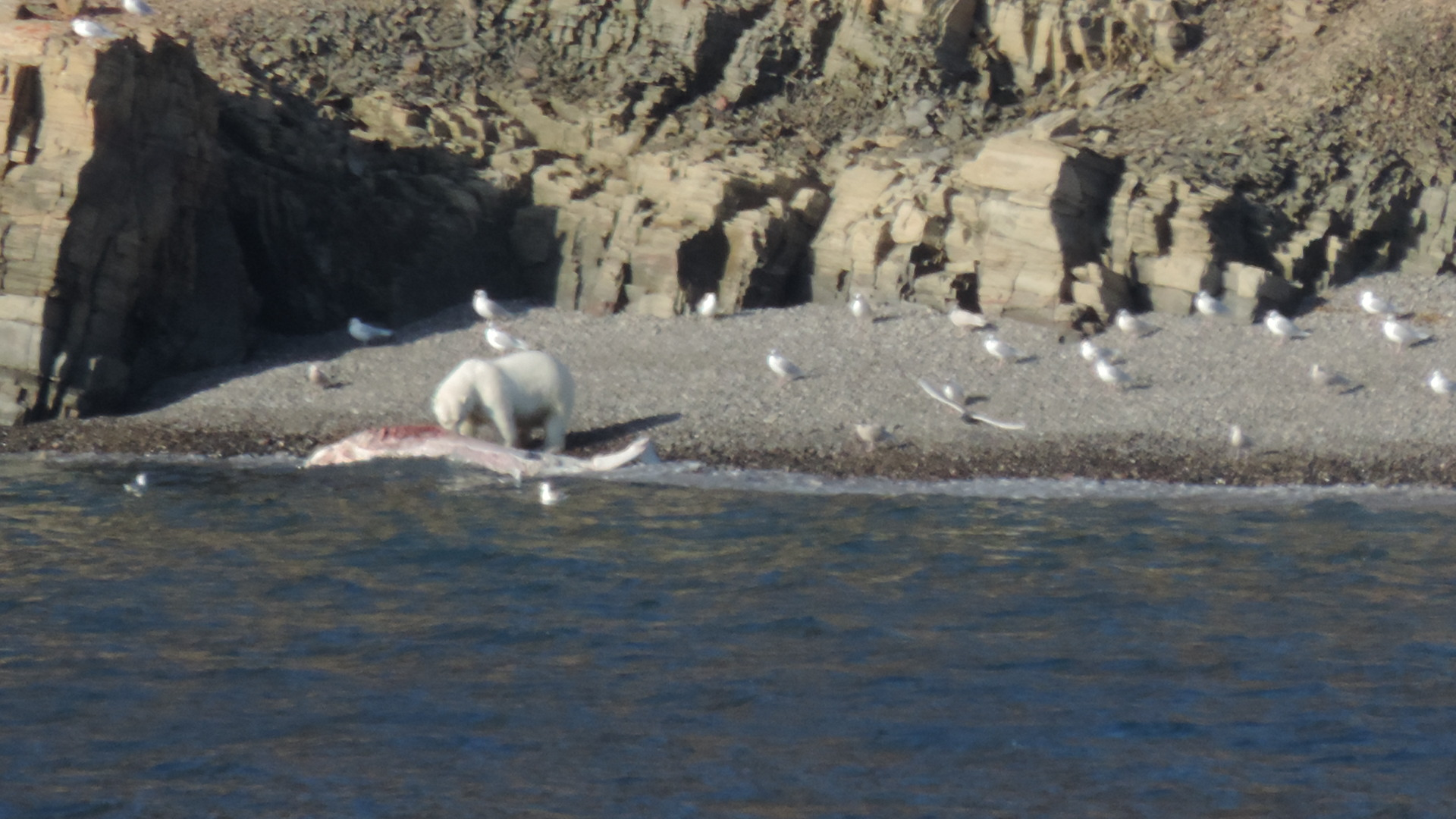
Medvěd lední při požírání běluhy (Nunavut)

K hlavním predátorům vyjma lidí patří kosatka dravá a medvěd lední. Na mladých nebo zraněných běluhách může predovat i mrož lední nebo žralok malohlavý. Žralok bílý pravděpodobně loví běluhy v zálivu Svatého Vavřince.
Z velkého množství parazitů zjištěných u běluh lze zmínit motolice (Odhneriella seymouri, Leucasiella arctica, Leucasiella mironovi), hlístice (mj. Contracaecum sp., Anisakis sp., Pharurus pallasii, Hadwenius seymouri, Leucasiella arctica), nálevníky (Planilamina ovata, Kyaroikeus paracetarius) či vrtejše (Corynosoma strumosum). Hlavně běluhy v zajetí jsou vystaveny riziku nákazy bakterií Erysipelothrix rhusiopathiae, která způsobuje erysipel.

## Ohrožení

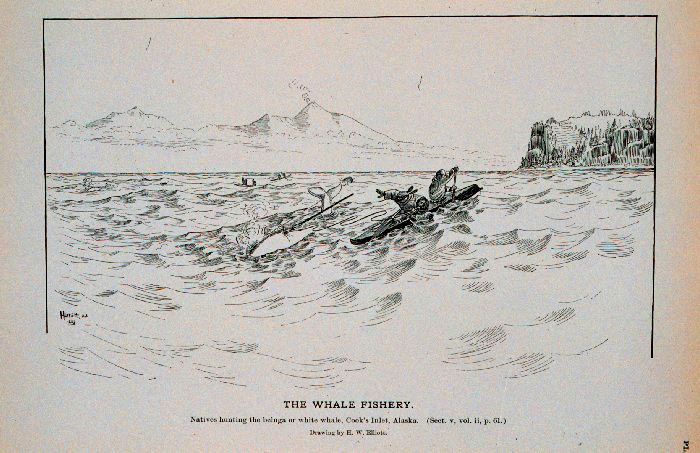
Historické vyobrazení lovu běluhy v Cookově zálivu (H. W. Elliott, 1883)

Celková populace běluh je hodnocena jako málo dotčená z důvodů vysoké početnosti a širokého geografického rozšíření. Mezinárodní svaz ochrany přírody nicméně hodnotí izolovanou populaci z Cookova zálivu zvlášť jako kriticky ohroženou a v ohrožení jsou i některé další subpopulace. Globální populační trend běluh je nicméně neznámý. Největší hrozbu ve velké části jejich výskytu představuje lov lidmi.

### Lov
Běluhy jsou tradičně loveny arktickými národy (Inuité, Jupikové, Čukčové) již po celá staletí. Kůže s tukem jsou považovány za delikatesu zvanou muktuk. Maso bývá konzumováno syrové, sušené nebo vařené. Využívá se i jako krmivo pro psy. Lidé konzumují i ploutve, vnitřní orgány a střeva. Z kůže se tradičně vyráběly lana a ze šlach provázky na šití. Podkožní tuk se zpracovával na olej sloužící jako náplň do tradičních olejových lamp zvaných qulliq. Kosti se používaly jako stavební materiál a pro rytiny. Řada zmíněných využití (např. lana) byla nahrazena novějšími, moderními materiály, avšak maso běluh je dodnes hojně konzumováno napříč arktickými komunitami. Běluhy stále loví komunity v severní Aljašce, Kanadě, Grónsku a Rusku.

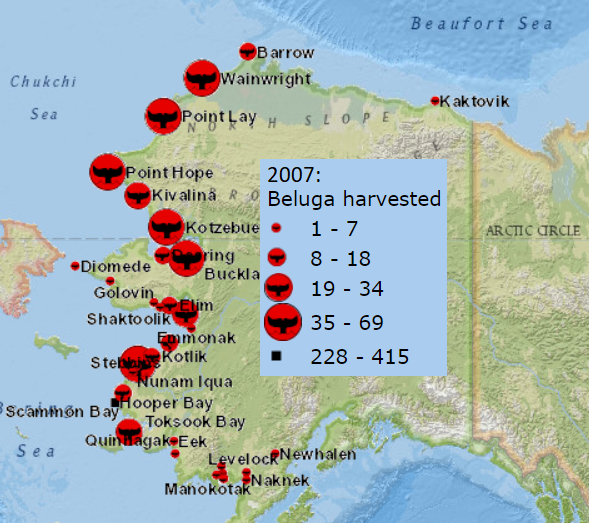
Aljaška s lokacemi a počtem odlovených běluh v roce 2007

Běluhy jsou pro člověka poměrně snadnou kořistí, protože se každoročně vrací na totéž místo pobytu, takže je jejich výskyt značně předvídatelný. Takřka na veškeré ploše jejich výskytu podléhá lov managementu, jehož cílem je zajistit odlovy na udržitelném stupni. V minulosti se běluhy lovily komerčně, což způsobilo rapidní pokles některých populací. Např. v Rusku, kde probíhal komerční lov již od počátku 18. století, se jen v roce 1818 ulovilo 1200 kusů. Norové na Špicberkách od 60. let 19. století do 60. let 20. století ulovili kolem 15 000 běluh. V západním Grónsku od roku 1954 do konce 20. století početnost běluh klesla o 78 % a dramatické poklesy nastaly i v Cookově zálivu, Špicberkách, Ungavském zálivu, východní části Hudsonova záliv, při ústí řeky svatého Vavřince nebo kolem Cumberland Sound.

### Další hrozby

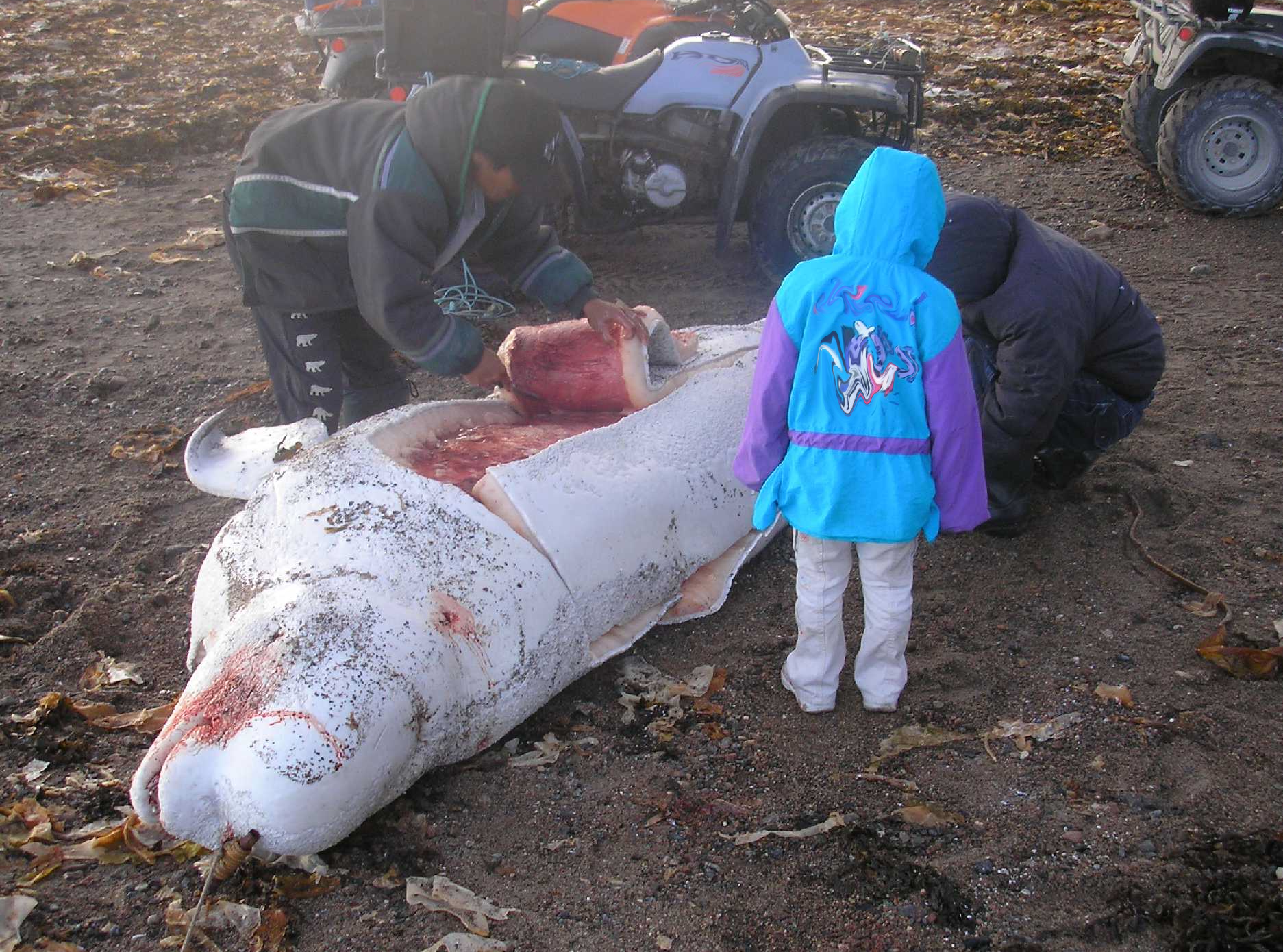
Inuité při porcování běluhy

K dalším hrozbám patří hlavně globální oteplování a jeho dopady. K těm se řadí hlavně změny v zalednění, i když přinejmenším některé subpopulace běluh se zdají dosti flexibilní a dovedou se tomu přizpůsobit. Změny teploty moří způsobují i změny v distribuci potravy, což může mít na běluhy negativní vliv. Díky ústupu ledu se areál výskytu kosatek dravých rozšiřuje stále severněji, což negativně ovlivní populace běluh, které navíc mezi ledovými krami hledají před kosatkami úkryt. Běluhám se také občas stává, že zůstanou uvězněny pod ledem a odkázány na jediný dýchací otvor, kde jsou snadnou kořisti medvědů ledních i lidí.
Běluhy jsou patrně citlivé na zvukové znečištění moří. V případě, že se ocitnou v několikakilometrové blízkosti lodi, jejich vokalizace se omezuje na naprosté minimum. V Kanadě dokonce klesla ze 3,4–10,5 volání za minutu na 0–1 volání za minutu. Zvukové znečištění produkují i ropné plošiny a další těžařské aktivity. Podobně jako ostatní mořští savci, i běluhy jsou náchylné k hromadění těžkých kovů v těle, což bylo zaznamenáno u několika subpopulací v kanadské Arktidě. Přítomnost polychlorovaných bifenylů (PBC) jejich v těle může mít vliv na imunitní systém a nakonec i zvýšenou přítomnost bakteriálních infekcí nebo napadení parazity.

## Vztah k lidem

### Chov v zajetí

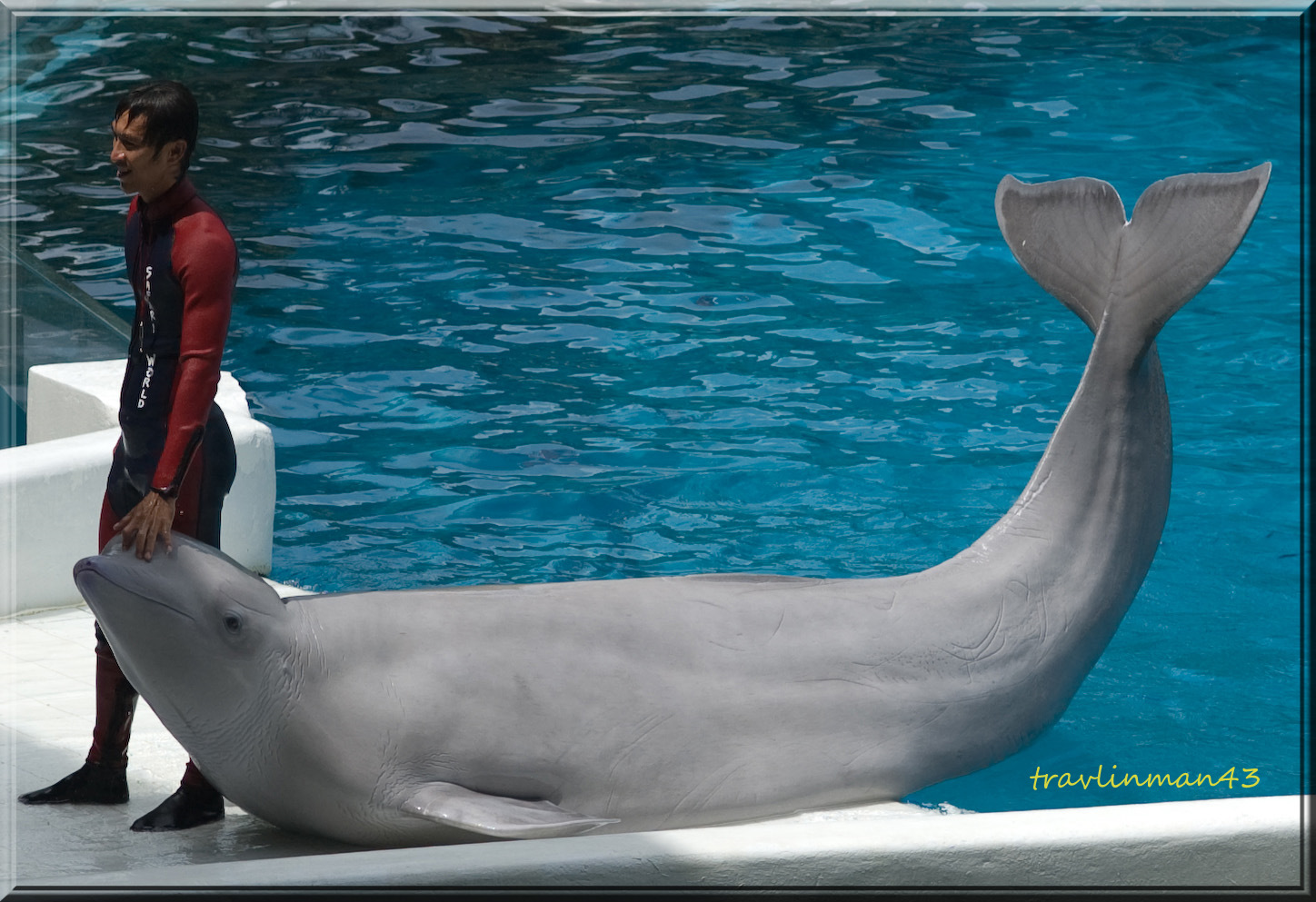
Běluha se cvičitelem v Safari World (Bangkok, Thajsko)

Běluhy jsou chovány v akváriích v Evropě (Španělsko, Bělorusko, Island, Ukrajina), Severní Americe (Kanada, USA) a Asii (mj. Čína, Rusko, Turecko). V roce 2020 se ve světě chovalo přes 300 jedinců. První pokusy o chov v zajetí se datují již do 60. let 19. století, kdy byly běluhy chovány v Barnumově muzeu v New York City. Po většinu 20. století byl hlavním exportérem běluh pro chov v zajetí Kanada. V roce 1992 však v Kanadě došlo k zákazu exportu těchto zvířat pro chovy v zajetí a největší exportní zemí se stalo Rusko, kde se běluhy loví u ústí řeky Amur na Ruském Dálném východě. Ruské běluhy jsou exportovány do akvárií nejen v Rusku (Moskva, Soči), ale i v Číně a jeden čas byly exportovány i do Kanady. V roce 2019 bylo však v Kanadě zakázáno chování kytovců v zajetí (s výjimkou těch, kteří se již v zajetí chovají).
Od 60. let 19. století se námořnictvo Spojených států zabývá možným využitím mořských savců pro vojenské účely, přičemž bylo experimentováno i s běluhami. Americké námořnictvo učí kytovce přenášet různé předměty nebo nalézat podvodní miny. Podobný program byl založen i v Sovětském svazu a patrně pokračuje i v dnešním Rusku. Napovídal by tomu nález krotké běluhy, kterou v dubnu 2019 zpozorovali rybáři u norského ostrova Ingøya. Tato běluha měla na těle připevněný pás s kamerou GoPro s nápisem odkazujícím k Petrohradu. To vedlo ke spekulacím, že se jedná o běluhu z ruského vojenského programu. Tato běluha dostala přezdívku Hvaldimir (z norského hval = „velryba“, a prvního jména ruského prezidenta Vladimíra Putina).

### Odkaz v kultuře

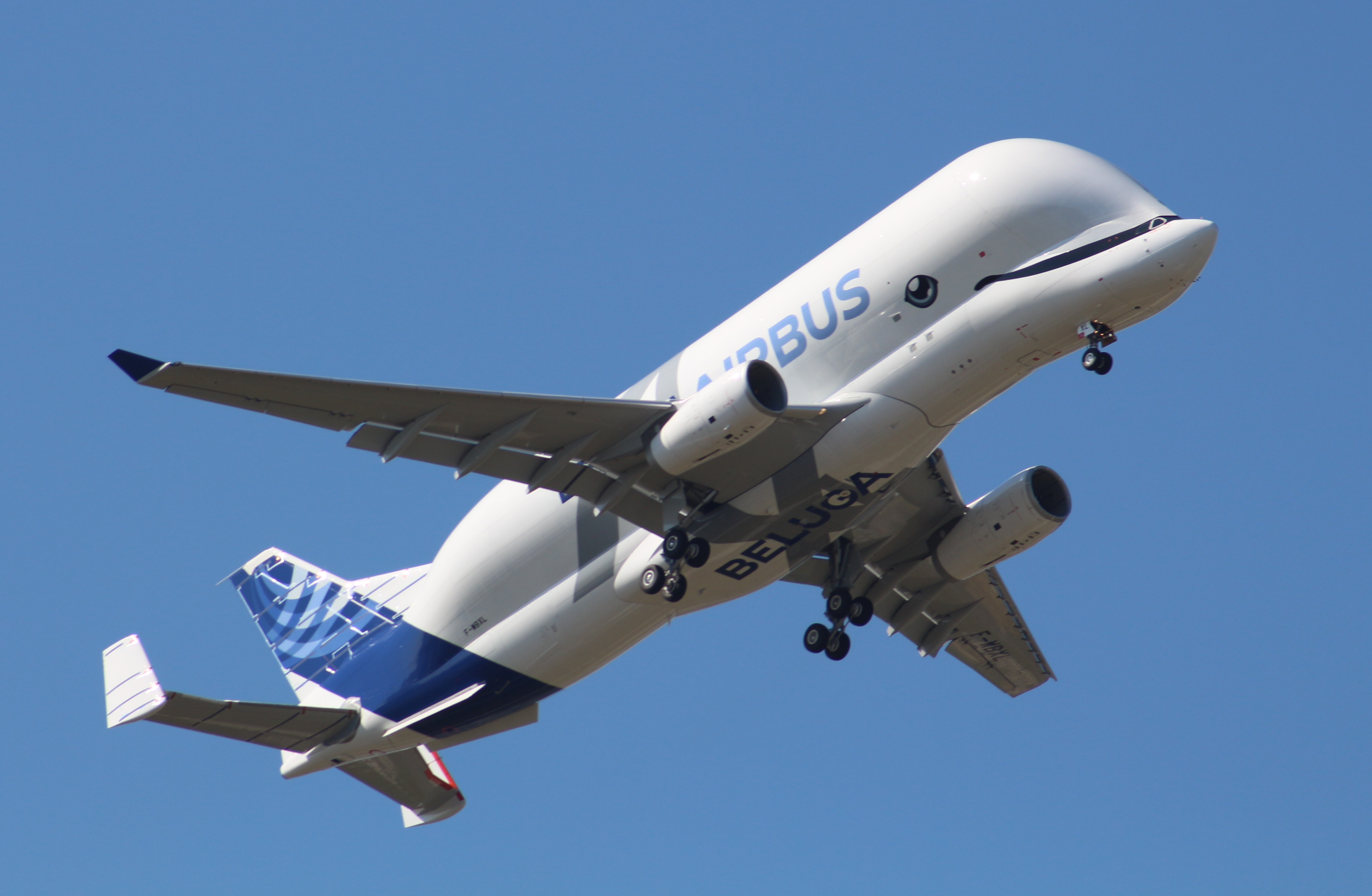
Airbus Beluga XL

V roce 1963 byl publikován kanadský film Pro příští pokolení (v originále Pour la suite du monde), který zachycuje rekonstrukci tradičního lovu běluh v L'Isle-aux-Coudres, městečku na řece svatého Vavřince v Québecu. K dalším dokumentárním filmům věnujícím se běluhám patří francouzský dokument V říši běluh (L'énigme des Belugas) nebo kanadský snímek Mládě běluhy (Call of the Baby Beluga). Běluha se objevuje v animovaném filmu Hledá se Dory, kde představuje postavu jménem Bailey, jehož echolokační schopnosti tvoří zásadní část dějové linie.
Jedno z největších nákladních letadel na světě, Airbus Beluga, je podobné běluze. Tento velkokapacitní dopravní letoun původně nesl název Super Transporter, avšak brzy dostal přezdívku Beluga, pročež došlo k oficiálnímu přejmenování letounu. U Airbusu Beluga XL byly dokonce přimalovány oči a ústa jako u běluhy.